# Corpo forestale provinciale della Provincia autonoma di Bolzano
Il corpo forestale provinciale della provincia autonoma di Bolzano - CFBZ (in tedesco Landesforstkorps) è un corpo tecnico con funzioni di polizia, dipendente dall'assessorato del territorio e dell'ambiente della Provincia autonoma di Bolzano istituito con la legge provinciale 11 aprile 1979, n. 4.

## Organizzazione
Il corpo forestale provinciale della Provincia autonoma di Bolzano è composto da otto ispettorati forestali. 
Il Servizio forestale provinciale (Ripartizione Foreste) è strutturato gerarchicamente  con un direttore di ripartizione, nonché 12 uffici con complessive 38 stazioni forestali e 3 posti di custodia ittico-venatoria. Al 31 dicembre 2020 il corpo era composto da 273 unità di personale.

### Le stazioni
Le 38 stazioni forestali sono così suddivise: 
| Ispettorato forestale | Stazioni forestali                                                           | Comuni di competenza |
| --------------------- | ---------------------------------------------------------------------------- | --- |
| Bolzano 1             | Bolzano, Caldaro, Egna, Fontanefredde, Nova Ponente                          | Aldino, Anterivo, Ora, Bronzolo, Bolzano, Nova Ponente, Appiano sulla strada del vino, Caldaro sulla strada del vino, Cortaccia sulla strada del vino, Cortina sulla strada del vino, Laives, Magrè sulla strada del vino, Montagna sulla strada del vino, Egna, Vadena, Salorno sulla strada del vino, Terlano, Termeno sulla strada del vino, Trodena nel parco naturale |
| Bolzano 2             | Nova Levante, Renon, San Genesio Atesino, Sarentino                          | Cornedo all'Isarco, Nova Levante, Meltina, Renon, San Genesio Atesino, Sarentino, Tires |
| Bressanone            | Bressanone, Castelrotto, Chiusa, Rio di Pusteria, Val Gardena                | Bressanone, Castelrotto, Chiusa, Fiè allo Sciliar, Funes, Laion, Luson, Naz-Sciaves, Ortisei, Ponte Gardena, Rio di Pusteria, Rodengo, Santa Cristina di Val Gardena, Selva di Val Gardena, Vandoies, Varna, Velturno, Villandro |
| Brunico               | Brunico, Cadipietra, Campo Tures, Chienes, La Villa, San Virgilio di Marebbe | Badia, Valle Aurina, Brunico, Marebbe, Gais, Chienes, Corvara in Badia, Selva dei Molini, Perca, Falzes, Predoi, Campo Tures, San Lorenzo di Sebato, San Martino in Badia, Terento, La Valle |
| Merano                | Merano, Naturno, Lana, San Leonardo in Passiria, Tesimo, Ultimo              | Andriano, Avelengo, Caines, Cermes, Gargazzone, Lagundo, Lana, Lauregno, Marlengo, Merano, Moso in Passiria, Nalles, Naturno, Parcines, Plaus, Postal, Proves, Rifiano, S. Leonardo in Passiria, S. Martino in Passiria, S. Pancrazio, Scena, Senales, Senale-San Felice, Tesimo, Tirolo, Ultimo, Verano                                                                   |
| Silandro              | Curon Venosta, Laces, Malles Venosta, Prato allo Stelvio, Silandro           | Glorenza, Curon Venosta, Lasa, Laces, Malles Venosta, Martello, Prato allo Stelvio, Silandro, Sluderno, Stelvio, Tubre, Castelbello-Ciardes |
| Vipiteno              | Campo di Trens, Racines, Vipiteno                                            | Brennero, Fortezza, Campo di Trens, Val di Vizze, Racines, Vipiteno |
| Monguelfo             | Dobbiaco, Monguelfo, San Candido, Valdaora                                   | San Candido, Villabassa, Valdaora, Braies, Rasun-Anterselva, Sesto, Dobbiaco, Monguelfo-Tesido, Valle di Casies |